# Slivník
Slivník (in ungherese Szilvásújfalu) è un comune della Slovacchia facente parte del distretto di Trebišov, nella regione di Košice.